# Very Bad Games
Very Bad Games (The Hungover Games) est un film  américain réalisé par Josh Stolberg, sorti en février 2014.
C'est un film parodique de plusieurs blockbusters américains.

## Synopsis
Après l'enterrement de vie de garçon de Doug, Bradley, Ed et Zach se réveillent dans une chambre étrange dans un monde qui l'est encore plus ! Ils réalisent alors qu'ils sont dans un train en direction des Hungover Games. C'est un combat pour leur survie qui s'annonce.
Les Hungover games commencent et Bradley, Ed et Zach vont devoir affronter Ted, Django, Thor, Jack Sparrow, Tonto, Bilbo et Gandalf, Carrie et les Muppets.
Le bain de sang débute et Kaptain Kazakhstan, Gandalf, Bilbo, le guerrier Na'vi, le boxeur, la zombie, Calvin Candie et Django se font tuer par les favoris. Bradley et Ed rencontrent Bao et il leur explique qu'ils ont participé à Human Centipede.
Un peu plus tard, pendant qu'ils étaient en haut d'un arbre, ils voient Tonto trahir Jack et Willy en les tuant avec Ted, l'équipe de la nudité gratuite, Thor et Carrie. Entre-temps, ils sont abasourdis en découvrant Zach s'allier avec l'équipe de Tonto. Cette équipe va camper en bas de l'arbre de Bradley et Ed. Boo va les aider en leur montrant le nid d'attrape-swag et Bradley va couper la branche retenant les attrape-swag. Ce qui va faire fuir Tonto avec tous ses alliés sauf Zach. Bradley et Ed vont s'évanouir à cause des piqures des guêpes.
Ils vont se réveiller avec Zach qui leur apprend qu'ils les a soignés. Les trois Vraies Ménagères vont les rencontrer et vont passer du temps ensemble jusqu'à ce que Carrie vienne arroser les filles d'essence et les bruler.

## Fiche technique
- Titre original : The Hungover Games
- Titre français : Very Bad Games
- Réalisation : Josh Stolberg
- Scénario : David Bernstein
- Musique : Timothy Michael Wynn
- Production : Jim Busfield
- Durée : 85 minutes
- Date de sortie : 18 février 2014
- Classification : Comédie parodique

## Distribution
- Ross Nathan : Bradley
- Sam Pancake (en) : Tracey
- Ben Begley : Ed
- Herbert Russell (VFB : Thierry Janssen) : Zach
- John Livingston : Doug
- Robert Wagner : Liam
- Rita Volk :  Katnip
- Chanel Gaines : Boo
- Dat Phan (en) : Bao
- Tara Reid (VF : Laura Préjean) : Effing
- Caitlyn Jenner : Skip Bayflick
- Hank Baskett : Stephen A. Templesmith
- Steve Sobel : Capitaine Kazakhstan
- Jamie Kennedy (VFB : Philippe Allard) : Justmitch / Willy Wanker / Tim
- Sophie Dee : Brune topless
- Kayden Kross : Blonde topless
- Ania Spiering : Princesse Na'vi
- Caitlin Wachs : Carrie
- Mark Harley : Thor
- Daniel Buran : Jack Sparrow
- Kyle Richards : Heather
- Camille Grammer : Tanya
- Brandi Glanville : Veronica

Version française
- Société de doublage : Cinéphase
- Direction artistique : -
- Adaptation des dialogues : Frédéric Alameunière

## Parodies
Dans le film, l'on peut apercevoir de nombreux clin d'œils et parodies à plusieurs films et séries télévisées, dont :
- Hunger Games : Le film est un crossover parodique avec la saga Very Bad Trip
- Very Bad Trip : Le film est un crossover parodique avec le film Hunger Games
- Snowpiercer, le Transperceneige : Le train qui emmène nos héros vers les Very Bad Games
- Ted : Une caricature de l'ours en peluche Ted apparaît dans le District des Peluches
- Les Muppets : Des caricatures de Miss Piggy et Kermit la Grenouille apparaissent dans le District des Peluches
- Taken : En voulant savoir où est passé Doug, nos héros passent un coup de fil accidentel à une caricature de Bryan Mills
- Django Unchained : Les personnages du film éponyme apparaissent dans le District Django Unchained, notamment Django et Calvin)
- The Walking Dead : Un zombie apparaît dans le District Films d'horreur
- Carrie au Bal du Diable : Une caricature de Carrie apparaît dans le District Films d'horreur
- Avatar : Des Na'vi apparaissent dans le District lié au film éponyme)
- Thor : Une caricature du Super-Héros Nordique de Marvel apparaît dans le District des Super-Héros
- Borat : Borat apparaît dans le District des Super-Héros
- Le Hobbit : Un Voyage Inattendu : Bilbon Sacquet et Gandalf le Gris apparaissent pour représenter le District de la Terre du Milieu)
- The Human Centipede (First Sequence) : Un Chinois apparaît pour dire aux héros qu'ils ont participé au projet The Human Centipede
- The Real Housewives : Elles représentent le District 8
- District 9 : Le District 9 est le District du film Avatar
- Charlie et la Chocolaterie : Une caricature de Willy Wonka apparaît dans le District Johnny Depp
- Pirates des Caraïbes : Une caricature du Capitaine Jack Sparrow apparaît dans le District Johnny Depp
- Lone Ranger : Naissance d'un Héros : Une caricature de Tonto apparaît dans le District Johnny Depp. Par ailleurs, il surnomme Borat Kémosabé, surnom donné par Tonto au Lone Ranger
- Les Aventuriers de l'Arche Perdue : Réplique « Le Vin Blanc ? Je déteste le Vin Blanc ! »
- Monstres et Cie : (La fillette qui aide Katnip dans le District (Hunger Games) se prénomme Boo, comme dans le film d'animation éponyme).